# La guerra di Piero
Pistes de Volume III
Amore che vieni, amore che vai Il testamento
La guerra di Piero (La Guerre de Piero) est une chanson de Fabrizio De André incluse dans l'album Volume III (1968). La musique a été composée par Vittorio Centanaro, mais est créditée à Fabrizio De André.

## L'inspiration et l'histoire
Avec La guerra di Piero De André revient sur le sujet de la guerre, trois ans après La ballata dell'eroe (La Ballade du héros); son point de référence pour le style est Georges Brassens, mais l'inspiration vient de la figure de l'oncle de l'auteur-compositeur-interprète, Francesco. Le souvenir de son retour du camp de concentration, ses histoires, le reste de sa vie passée à la dérive, ont profondément marqué la sensibilité de son neveu Fabrizio, qui à plusieurs reprises se souviendra de lui.
Dans la composition de De Andrè ils sont nombreux échos provenant d'autres poèmes. Parmi tous émerge Le Dormeur du val, un poème d'Arthur Rimbaud (Cahier de Douai, 1870), souvent repris et interprété par de nombreux artistes, entre autres, mis en musique et chanté par Léo Ferré en 1955.
Un quatrain rappelle incontestablement le poème Dove vola l'avvoltoio (Où le vautour vole) écrit en 1958 par Italo Calvino et mis en musique par Sergio Liberovici.
le texte de la chanson est raconté par deux voix: du narrateur et du protagoniste Piero. Quant au contenu, l'auteur ne chante pas d'une guerre en particulier, mais de la guerre  en tant que telle.